# Igor Pleško
Igor Pleško, slovenski slikar in filozof, * 14. julij, 1924, Ljubljana, † 2000.
Igor Pleško, akademski slikar in filozof, je leta 1951 končal specialno šolo za oljno slikarstvo pri prof. Gabrijelu Stupici in leta 1953 specialno šolo za fresko pri prof. Slavku Pengovu. Leta 1960 je postal magister čiste filozofije na Filozofski fakulteti v Beogradu. Pred vstopom na akademijo je štiri leta obiskoval slikarsko šolo mojstra — impresionista Mateja Sternena. V prostorih II. gimnazije, Gimnazije Ivana Cankarja in Srednje zdravstvene šole in gimnazije Ljubljana (danes Gimnazija Jožeta Plečnika) je poučeval umetnostno zgodovino in filozofijo od koledarskih šestdesetih do upokojitve v devetdesetih letih. Prav tako je na gimnaziji vodil risarski tečaj. Stanoval je na Bregu, ob Ljubljanici v Ljubljani. V času svojega življenja je bil bolj znan kot slikar in manj kot filozof.
Sodeloval je pri oblikovanju učnih načrtov, predvsem učnega načrta za filozofijo v gimnazijskih programih. Poleg tega je izbiral in podajal razlage slikovnim prilogam v številnih berilih, predvsem za osnovne šole, ki so izšli med letoma 1961-1986.

## Slikarstvo
Igor Pleško je v svojem slikarstvu prešel več obdobij. Značilnosti teh obdobij zapazimo v razstavah v Ljubljani, Kranju in Mariboru. Motivno se je vezal na krajino in figuraliko, tehnično pa na olje, tempero, gvaš, grafiko, fresko in risbo. V svoji drugi fazi  je obravnaval doživetja iz vojaškega življenja. Prek obdobja upodabljanja tradicionalnih morskih motivov je v svoji tretji fazi na makedonskih motivih uveljavil hotenje graditi na elementarnosti oblike, ki naj bi ohranjala vez z realnostjo, a naj bo kljub temu dovolj izrazna. V četrti in zadnji fazi njegove razvojne poti je razstavil Svet ob morju. Na razstavi so prikazani motivi morske favne, kot so: ribe, rakovice, raki, jastogi in posebnosti spoznavne samo človeku, močno vezanem na morje. Element ob morju mu je nadomestil prvinski doživljaj in možnosti makedonskega okolja.
Prve razstave slikarja predstavljajo kot očesno razmišljajočega, ki išče težišče v predmetu in njegovem pomenu za svet. Na razstavi leta 1970, v četrti fazi njegovega razvoja, se zgodi premik, ki ni samo snoven, temveč predvsem v barvitosti in v pojmovanju predmeta. Če je prej z risbo zasledoval plastične elementarne oblike in je bila barva le spremljevalec oblike, so sedaj privrele na dan intenzivne, žive in čiste barve, ki izražajo vitalnost. 
Pleškov opus, ki ga je predstavil na tej razstavi, povezuje dosedanjo racionalnost s poudarjeno emocionalnostjo.
Čustvena plat Pleškovega slikarstva se ujema z jasno barvitostjo, podobno fovističnim pristopom, risbo pa podreja svojemu slikarstvu in jo postavlja v drug plan. Tema, ki jo obravnava, ga osvobaja znotraj njegove dejavnosti, ki ga zgrabi do tolikšne mere, da ob pogledu na njegova dela občutimo določeno afiniteto in s slikarjem emocionalno podoživljamo.  Šele tako iskanje ustrezne izrazitosti ob doživljanju mu je omogočilo dostop do žive barvitosti.

### Razstave
- 1954 samostojna razstava v Kranju (Prešernova hiša)
- 1956 sodelovanje na razstavi gorenjskih likovnikov v Kranju (Prešernova hiša)
- 1956 samostojna razstava v Kranju (Prešernova hiša)
- 1959 samostojna razstava v Kranju (Prešernova hiša)
- 1959 samostojna razstava v Mariboru (Umetnostna galerija)
- 1960 sodelovanje na razstavi makedonske likovne kolonije v Prilepu, Skopju in Ljubljani (Jakopičev paviljon)
- 1969 samostojna razstava v Ljubljani (Koncertni atelje DSS)
- 1970 samostojna razstava v Kranju (Galerija v Mestni hiši)
- Igor Pleško: Loški muzej, Galerija na gradu, Škofja Loka, marec, april 1971
- 1973 samostojna razstava v Kočevju (Likovni salon Kočevje)
- Igor Pleško: KSOC - Likovni salon Celje, 21. oktober - 6. november 1976
- Igor Pleško: Razstavni salon Rogaška Slatina: odprto od 6. maja do 10. junija 1977
- Igor Pleško: Galerija v Mestni hiši, 29. oktober - 21. november 1982
- Igor Pleško: Skopje 1963-1983: Gorenjski muzej Kranj, Galerija v Mestni hiši, 29. julij - 10. avgust 1983

## Pisna dela
- Igor Pleško: Štiridesetletnica smrti Mateja Sternena (Prosvetni delavec, 19. 3. 1990, št. 5)
- Latinski pregovori, izreki in izrazi (Prosvetni delavec, 11. 6. 1990, št. 10)
- Igor Pleško, Joža Mahnič: Aforizmi - za knjigo je izbral, opremil slikovne priloge in besedilo.
- Igor Pleško, Joža Mahnič: Pesmi -  izbral je verze in zbirko opremil z lastnimi podobami.